# The Old Oak
Pour plus de détails, voir Fiche technique et Distribution.
The Old Oak est un film britanno-franco-belge réalisé par Ken Loach, sorti en 2023.
Il est présenté en compétition officielle au festival de Cannes 2023.

## Synopsis
Au nord-est du Royaume-Uni, dans une localité marquée par le chômage dû à la fermeture de la mine de charbon, l'arrivée de réfugiés syriens va diviser la population.
Lorsque le bus qui transporte les quelques familles de réfugiés qui vont s'installer dans la petite ville arrive,  l'hostilité de certains habitants est palpable. La jeune Syrienne Yara, passionnée de photographie, prend des photos, ce qui énerve un homme qui lui prend son appareil. Celui-ci finit par tomber par terre et se casser.
TJ Ballantyne (Dave Turner), propriétaire du pub The Old Oak (le vieux chêne) se montre plutôt bienveillant à leur égard, ce qui déplait à certains de ses habitués. Son pub est en bien mauvais état, mais il n'a pas d'argent pour le réparer. Il trouve néanmoins le moyen d'aider Yara à réparer son précieux appareil photo.
Les objets d'occasion donnés aux réfugiés suscitent l'agacement des habitants, dont certains très pauvres peinent à couvrir leurs besoins fondamentaux.
L'arrière-salle du The Old Oak suscite des convoitises, car c'est la seule salle de la petite ville susceptible d'accueillir des réunions. Mais elle est en très mauvais état, car elle n'a pas été utilisée depuis longtemps. La plomberie et l'électricité ne sont plus fonctionnelles, la salle n'est pas assurée et TJ refuse de prêter sa salle à ses habitués qui veulent y organiser une réunion sur l'arrivée des réfugiés dans la commune.
Yara se fait remarquer par ses talents de photographe, et ses clichés documentant la vie quotidienne de la petite ville plaisent beaucoup. Et devant les difficultés rencontrées par une partie de la population pour se nourrir, Yara et Laura, une bénévole qui s'était engagée pour l'aide aux réfugiés, décident d'organiser des repas communautaires gratuits dans l'arrière salle du pub. De nombreux habitants collaborent pour remettre la salle en état.
Plusieurs repas ont lieu, dans une très bonne ambiance. Mais une nuit, c'est la catastrophe : la plomberie lâche brusquement, détruisant également l'installation électrique. Les repas communautaires ne peuvent plus avoir lieu. Peu après, un habitant informe discrètement T.J. que la plomberie, quoique détériorée, n'a pas lâché toute seule, et que le petit groupe d'habitués du pub est venu nuitamment pour la saboter. T.J. est très en colère, d'autant qu'il connaît certains des coupables de très longue date.
Yara, sa mère et ses frères et sœurs reçoivent une très mauvaise nouvelle : leur mari et père, qui était emprisonné en Syrie, est mort. De nombreux habitants de la ville viennent spontanément sonner à leur porte pour leur témoigner de leur soutien.

## Fiche technique
Sauf indication contraire, les informations mentionnées dans cette section peuvent être confirmées par la base de données cinématographiques IMDb,  présente dans la section « Liens externes ».
- Titre original et français : The Old Oak (litt. « Le vieux chêne »)
- Réalisation : Ken Loach
- Scénario : Paul Laverty
- Musique : George Fenton
- Direction artistique : Lili Lea Abraham
- Décors : Fergus Clegg
- Costumes : Jo Slater
- Photographie : Robbie Ryan
- Montage : Jonathan Morris
- Production : Rebecca O'Brien (en)
- Sociétés de production : Studiocanal UK, Sixteen Films et Why Not Productions avec la BFI, BBC Film et Les Films du Fleuve.
- Sociétés de distribution : Studiocanal (Royaume-Uni)[1], Le Pacte (France)[2]
- Pays de production :  Royaume-Uni,  France,  Belgique[2]
- Langue originale : anglais[2], arabe
- Format : couleur — 35 mm
- Genre : drame
- Durée : 113 minutes
- Dates de sortie :
  - France : 26 mai 2023 (festival de Cannes)[3] — 25 octobre 2023 (sortie nationale)
  - Belgique : 29 septembre 2023
  - Royaume-Uni : 25 octobre 2023

## Distribution
- Dave Turner (VF : Jérôme Pouly) : T.J. Ballantyne
- Ebla Mari (VF : Dea Liane) : Yara
- Claire Rodgerson (VF : Aurélia Petit) : Laura
- Trevor Fox (VF : Philippe Vincent) : Charlie
- Chris McGlade (VF : Yann Guillemot) : Vic
- Col Tait (VF : Jean-Luc Atlan) : Eddy
- Jordan Louis (VF : Félicien Juttner) : Garry
- Chrissie Robinson : Erica
- Chris Gotts : Jaffa Cake
- Jen Patterson (VF : Frédérique Cantrel) : Maggie
- Arthur Oxley (VF : Daniel Kenigsberg) : Archie
- Joe Armstrong (VF : Enrique Carballido) : Joe
- Andy Dawson : Micky
- Maxie Peters : Tommy

## Production

### Tournage
Le cinéaste s'entoure de son équipe habituelle de production et tourne dans la région du nord-est, comme pour Moi, Daniel Blake et Sorry We Missed You.
Le film est tourné en mai-juin 2022 à Murton, près de Sunderland. Plusieurs scènes montrent la cathédrale de Durham.

## Accueil

### Sortie et promotion
Le cinéaste annonce que ce serait probablement son dernier film de fiction, Paul Laverty n'exclut pas des documentaires. Le réalisateur avait cependant déjà annoncé sa retraite à chaque long métrage depuis Jimmy's Hall. Bien qu'il soit moins affirmatif sur la fin de sa carrière lors de la présentation du film à Cannes, il confirme qu'il n'a plus la force de passer derrière la caméra.
La société Le Pacte annonce en juin 2023 que le film doit sortir dans les salles françaises le 1er novembre 2023. Finalement, il sort le 25 octobre 2023.

### Accueil critique
En France, le site Allociné propose une moyenne de 3,3⁄5, d'après l'interprétation de 29 critiques de presse.

## Distinctions

### Sélections
- Festival de Cannes 2023 : sélection officielle, en compétition[7]
- Festival international du film de Locarno 2023 : projection Piazza Grande

### Nominations
- BAFTA 2024 :
  - Meilleur film britannique